# Psilaspilates venata
Psilaspilates venata là một loài bướm đêm trong họ Geometridae.